# Банкер Хил (Орегон)
Банкер Хил (енгл. Bunker Hill) насељено је место без административног статуса у америчкој савезној држави Орегон.

## Демографија
По попису из 2010. године број становника је 1.444, што је 18 (-1,2%) становника мање него 2000. године.
| Група             | 2000.         | 2010.         |
| Белци             | 1.256 (85,9%) | 1.182 (81,9%) |
| Афроамериканци    | 5 (0,3%)      | 22 (1,5%)     |
| Азијати           | 10 (0,7%)     | 12 (0,8%)     |
| Хиспаноамериканци | 96 (6,6%)     | 142 (9,8%)    |
| Укупно            | 1.462         | 1.444         |